# 赫內·拉魯
赫內·拉魯（René Laloux）（1929年7月13日—2004年3月13日）是一位法國電影及動畫導演、劇作家，曾經獲得坎城影展特別獎，出生於巴黎。

## 生平
赫內·拉魯於1929年7月13日出生在法國首都巴黎。他後來進入藝術學校學習繪畫。從學校畢業以後，他則開始學習木雕。赫內·拉魯後來擔任過演員，並從事木偶表演工作。
他在奧地利服役期間，感染上一種病毒，導致他終止繼續從事木偶表演工作。在他服役期間，赫內·拉魯曾從事各種不同的工作，他在繪畫和寫作方面的技術也持續進步當中。
赫內·拉魯在廣告業工作一段時間之後，他從1956年至1960年間在庫荷-榭維尼的精神病院拉博德醫院（clinique de La Borde）裡工作。赫內·拉魯也在此進行動畫實驗，並為患者教授繪畫、木偶及皮影戲。他在1960年於精神病院工作期間創作動畫短片《猴子的牙齒》（Les Dents du singe），並收錄在另一位法國動畫師保羅·格里莫（Paul Grimault）擁有的工作室作品集當中。他以這部作品獲得多個獎項，包括愛彌爾·寇獎、曼海姆大獎與法國國家電影中心獎等。
赫內·拉魯後來與插畫家羅蘭·托普及作曲家阿蘭·戈拉蓋（Alain Goraguer）合作，創作出的短片包括1964年的《死亡時間》（Les Temps Morts）與1965年的《蝸牛驚魂》（Les Escargots）。他們之後持續合作，並於1973完成赫內·拉魯第一部長篇動畫《奇幻星球》，這部作品也是他的代表作之一。因為預算方面的因素，《奇幻星球》這部電影於1969年在捷克斯洛伐克開始製作。《奇幻星球》改編自小說家斯蒂凡·乌尔（Stefan Wul）的長篇科幻小說《奧姆斯人》（Oms en série），獲得許多正面評價，並獲得第26屆坎城影展特別獎。它也在的里雅斯特科幻小說影展與亞特蘭大影展上映。
赫內拉魯在1977年於昂熱成立一個動畫工作室，目的是為了製作一部的科幻電影，改編自Jean-Pierre Andrevon的小說《Les Hommes-machines contre Gandahar》。他也與藝術家菲利普·卡薩合作。但是因為這部新作品的進度緩慢，所以他先與法國漫畫家墨比斯合作完成另一部電影《時間管理者》（Les Maîtres du temps）。這部作品是根據斯蒂凡·烏爾在1958年創作的科幻小說《L'Orphelin de Perdide》所改編的 ，於1981年上映。
赫內·拉魯在1987年創作短篇動畫《王福先生獲救記》（Comment Wang-Fô fut sauvé），故事改編自法國小說家瑪格麗特·尤瑟娜在1938年的作品《東方奇觀》（Nouvelles orientales），朝鮮民主主義人民共和國平壤的藝術家也參予動畫製作。
他的最後一部長篇動畫是《甘達星人》（Gandahar），設計由菲利普·卡薩（Caza）負責，黎巴嫩籍的法國作曲家蓋布瑞·雅德負責作曲。《甘達星人》於1988年上映，美國版本是由哈維·溫斯坦（Harvey Weinstein）所執導，改編自以撒·艾西莫夫的作品，被改稱為《光年》。美國版本並不如法國版本那樣成功，票房收入不到400,000美元。 
赫內·拉魯1988年之後不再執導任何電影作品。他退休之後在普瓦圖-夏朗德的昂古萊姆專心寫作、繪畫和教學。他從1996年至1999年間執掌國家漫畫及影像數碼影像實驗室（centre national de la bande dessinée et de l'image）。赫內·拉魯於2004年3月14日因心肌梗死去世於法國昂古萊姆。

## 作品

### 短片
- 1960年：《猴子的牙齒》（Les Dents du singe）
- 1964年：《死亡時間》（Les Temps Morts）
- 1965年：《蝸牛驚魂》（Les Escargots）
- 1987年：《王福先生獲救記》（Comment Wang-Fô fut sauvé）

### 長片
- 1973年：《奇幻星球》（Fantastic Planet）
- 1981年：《時間之主》（Time Masters）
- 1987年：《甘達星人》（Gandahar）

## 外部連結
- 赫內·拉魯在互联网电影资料库（IMDb）上的資料（英文）
- René Laloux biography （页面存档备份，存于） at Le Palais des dessins animés
- Comment Wang-Fo fut sauvé review （页面存档备份，存于） at Lessons From the School of Inattention